# RGD-5
A RGD-5 (Ruchnaya Granata Distantsionnaya, "Granada de mão remota") é uma granada de mão de fragmentação antipessoal soviética pós-Segunda Guerra Mundial, projetada no início dos anos 1950. A RGD-5 foi aceita em serviço no Exército Soviético em 1954. Foi amplamente exportada e ainda está em serviço em muitos exércitos no Oriente Médio e no antigo bloco soviético.

## Descrição

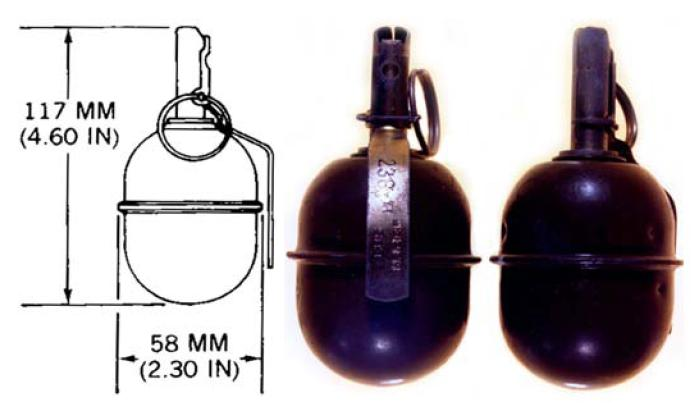
Medições da RGD-5

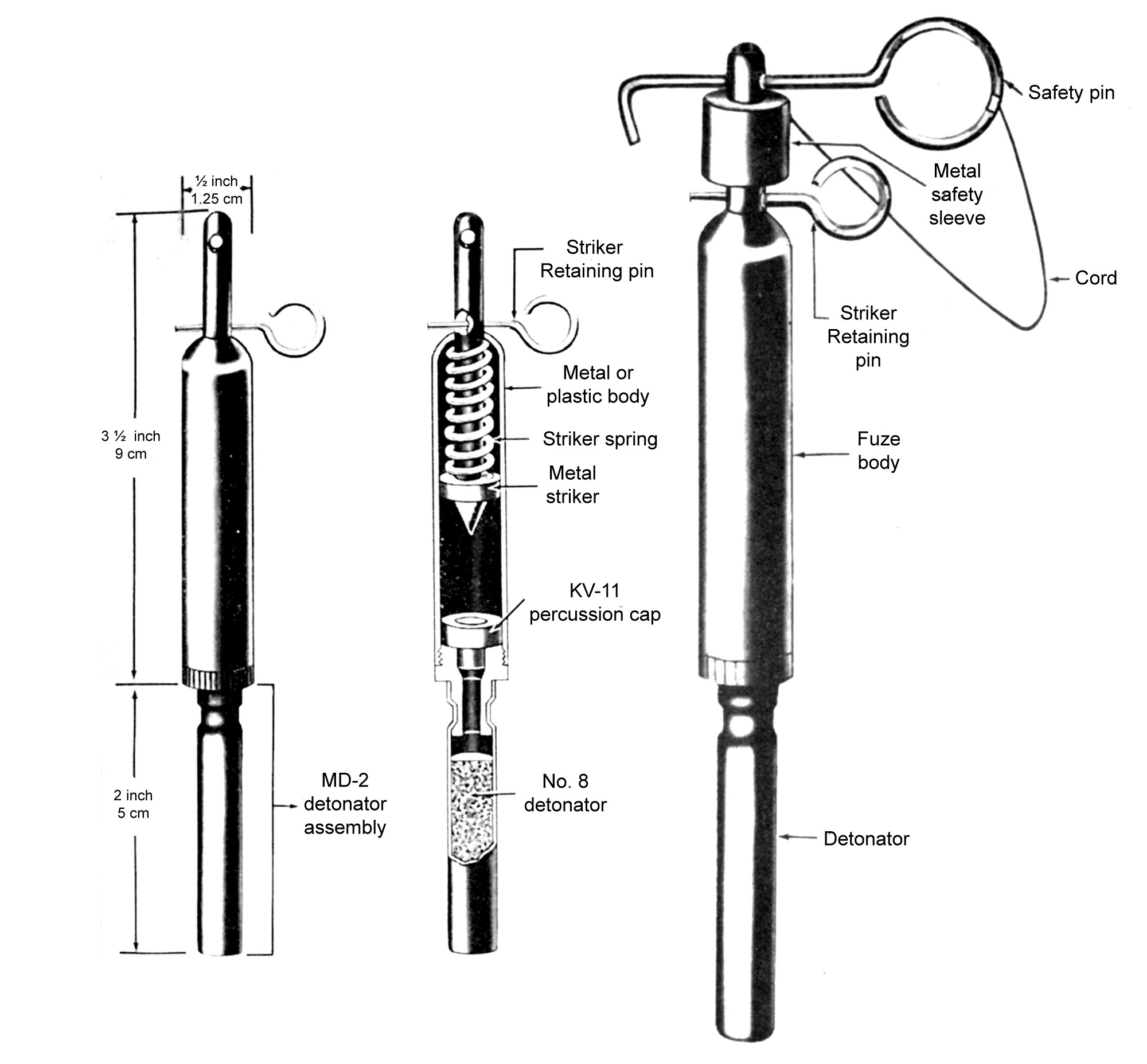
Fusível de tração de atraso zero MUV, normalmente conectado a um fio de disparo.

A granada tem formato de ovo sem nervuras, exceto por uma saliência lateral onde as duas metades da granada se unem. Pesa 310 gramas, tem 117 milímetros de comprimento e 58 milímetros de diâmetro. A superfície apresenta algumas pequenas covinhas com tinta verde ou verde-oliva.
Ela contém uma carga de 110 gramas de TNT com um revestimento interno de fragmentação que produz cerca de 350 fragmentos com um raio de fatalidade de cerca de 3 metros e um raio de ferimento de 25 metros.
Normalmente, a RGD-5 usa o fusível UZRG, UZRGM ou UZRGM-2 com atraso de 3,2 a 4,2 segundos, um tipo russo universal também usado nas granadas RG-41, RG-42 e F-1 ou o mais moderno fusível DVM-78. Também é possível aparafusar um dispositivo de disparo de armadilha MUV no alojamento do fusível.
A RGD-5 pode ser lançada cerca de 35 a 45 metros pelo soldado médio e, ao ser lançada, a granada emite um som alto de "estalo" quando sua alavanca cai, ativando o fusível.
Ainda é fabricada na Rússia com cópias produzidas na Bulgária, China (como a Type 59) e Geórgia. Milhões de RGD-5 e suas clones foram fabricadas ao longo dos anos e, embora não sejam tão avançadas quanto as granadas mais modernas projetadas especificamente para penetrar nos coletes à prova de balas padrão CRISAT, a RGD-5 é uma arma eficaz e barata. Uma única granada RGD-5 custa cerca de US$ 5, o que a torna acessível.

## Variantes

### Granada de bocal

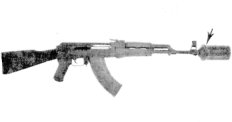
AK-47 com um lança-granadas Kalashnikov montado na boca

O fuzil de assalto AK-47 pode montar um lança-granadas tipo copo (raramente usado) que dispara granadas de mão RGD-5 soviéticas padrão. O lançador em forma de lata de sopa é parafusado na boca do AK-47. Ele é preparado para disparar inserindo uma granada de mão RGD-5 padrão no lançador, removendo o pino de segurança e inserindo um cartucho de festim especial na câmara do fuzil. Com a coronha do fuzil no chão, ele pode ser disparado.
O alcance efetivo máximo é de aproximadamente 150 metros.

### URG-N

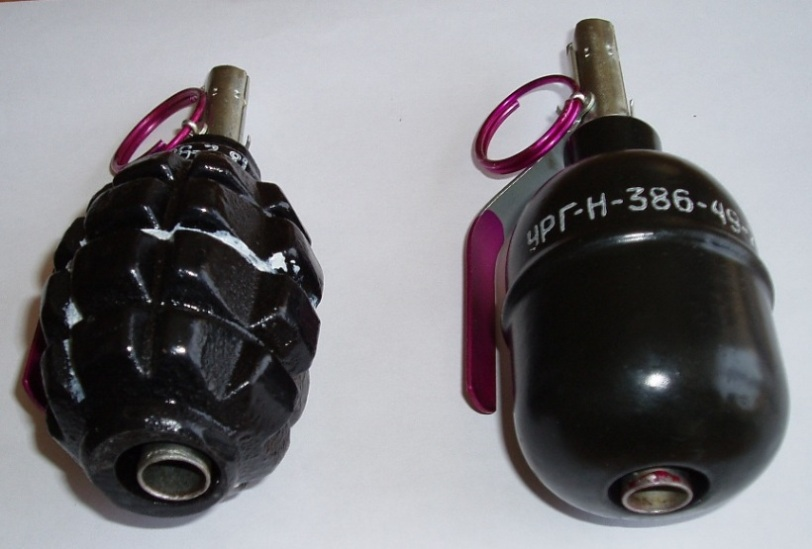
URG-N (direita)

A URG-N é um modelo de treinamento reutilizável da RGD-5 com um fusível modificado contendo uma pequena carga explosiva que simula a detonação da granada. O corpo desta granada é pintado de preto com marcações brancas.

### China
- Type-59 – Variante de produção chinesa.

### República Popular da Bulgária/Bulgária
- RGO-78 – Variante da República Popular da Bulgária dos anos 70 com fusível DVM-78. A granada pesava 450 g e continha 85 g de carga de TNT.
- RGN-86 – outra modificação da República Popular da Búlgara com fusível DVM-78. Pesava 265 g e continha 57 g de carga de TNT.

### República Popular Polonesa / Polônia
- RGO-88 – Variante da República Popular Polonesa com enchimento de А-IX-1 (95% RDX e 5% de explosivo fleumatizado). 60 g de massa explosiva.

### Lituânia
- RPG-92 – Cópia lituana fabricada pela fábrica de armas leves "Vytis" entre 1992–1996. Não é uma cópia exata, esta granada usa uma carcaça cilíndrica em vez de uma em forma de ovo.

## Operadores

### Atuais
- Afeganistão[8]
- Armênia[9]
- Bulgária[10]
- China: Produzida localmente como granada Type 59[11]
- Geórgia[12]
- Etiópia[13]
- Iraque[14]
- Coreia do Norte[15]
- Palestina[16]
- Rússia[17]
- Síria[18]
- Ucrânia[17]
- Vietname[19]

### Ex-operadores
- República Democrática do Afeganistão /  República Democrática do Afeganistão /
- Estado Islâmico do Afeganistão /  Estado Islâmico do Afeganistão
- República Popular da Bulgária
- Derg  /  República Democrática Popular da Etiópia
- Governo de transição da Etiópia (1991-1995)  /  República Federal Democrática da Etiópia (1996–2009)
- Alemanha Oriental[10]
- Geórgia (1990–2004)
- Iraque Baathista /  República do Iraque
- Panamá: Usada pelas Forças de Defesa do Panamá[20]
- Vietnã do Norte
- República Popular da Polónia
- Federação Russa (1991–93)
- União Soviética[21]